# Week van het Platteland
De Week van het Platteland wordt elk jaar in de derde week van juni georganiseerd door Stichting Vrienden van het Platteland in samenwerking met de LTO-organisaties (ZLTO, LLTB en LTO Noord), Biologica en Landbouw & Zorg. Het doel is dat burgers en boeren elkaar ontmoeten op het boerenerf en ervaren dat de toekomst van het platteland een gedeelde verantwoordelijkheid is. In de Week van het  Platteland worden zo’n vierhonderd activiteiten georganiseerd.
De week vormt een uitnodiging aan iedereen om (opnieuw) te ontdekken wat het platteland voor hem of haar betekent.  Daarom worden er in diverse streken boerenfiets- en wandelroutes georganiseerd langs traditionele en biologisch werkende boerenbedrijven en zorgboerderijen die de deuren openen voor het algemene publiek. Op deze bedrijven worden allerlei activiteiten georganiseerd: streekmarkten, proeverijen van producten direct van de boer, activiteiten voor kinderen en nog veel meer.
De ‘Ondernemers van Nature’, zoals de boeren en tuinders zich ook wel noemen vertellen hun bezoekers over het beheer van de groene ruimte en de bevordering van duurzame land- en tuinbouw. Ook kunnen bezoekers zien hoe nieuwe technologische ontwikkelingen het werk op de boerderij hebben beïnvloed.